# 藏南凤仙花
藏南凤仙花（学名：Impatiens serrata）为凤仙花科凤仙花属的植物。分布于尼泊尔、不丹、锡金以及中国大陆的西藏等地，生长于海拔2,900米至3,300米的地区，常生于山坡林下和阴湿处，目前尚未由人工引种栽培。